# Melocarcinus meekei
Melocarcinus meekei är en kräftdjursart som först beskrevs av Pretzmann 1968.  Melocarcinus meekei ingår i släktet Melocarcinus och familjen Trichodactylidae. IUCN kategoriserar arten globalt som otillräckligt studerad. Inga underarter finns listade i Catalogue of Life.